# فرانيو برتشي
فرانيو برتشي (7 يناير 1996 في البوسنة والهرسك - ) هو لاعب كرة قدم كرواتي في مركز الدفاع. شارك مع منتخب كرواتيا تحت 17 سنة لكرة القدم ومنتخب كرواتيا تحت 19 سنة لكرة القدم. أما مع النوادي، فقد لعب مع نادي لاتسيو وهايدوك سبليت.

## وصلات خارجية
- فرانيو برتشي على موقع اتحاد كرواتيا (الكرواتية)
- فرانيو برتشي على موقع قاعدة بيانات كرة القدم.إي يو (الإنجليزية)
- فرانيو برتشي على موقع Soccerway.com (الإنجليزية)
- فرانيو برتشي على موقع AS.com (الإسبانية)